# Kill Me Please
Kill me please is een Frans-Belgische lowbudgetfilm van Olias Barco uit 2010. Het verhaal speelt zich af in een kasteel aan de rand van een afgelegen dorp en behandelt ludiek en ironisch het morele vraagstuk van actieve euthanasie. Acteurs zijn onder andere Benoit Poelvoorde en Saul Rubinek. De film won op het internationale filmfestival van Rome de prijs van de beste film én de prijs van de filmkritiek.

## Synopsis
De film vertelt het verhaal van dokter Kruger, die van assistentie bij zelfmoord een eenvoudige medische procedure wil maken. Hierdoor trekt zijn door de overheid gesubsidieerde privékliniek vreemde figuren aan: een komisch acteur met terminale kanker (Poelvoorde), een Canadese handelsvertegenwoordiger met een hersentumor, een suicidale Luxemburgse erfgenaam die zijn geld verkwistte (Lanners) en een voormalige Berlijnse cabaretière die haar zangstem kwijt is. Kruger staat hen bij om hun laatste wens in te willigen. Het loopt mis als de cliënten ruzie krijgen en de dorpsbewoners op hol slaan. In het desolate landschap waar de goede dokter alles in het werk stelt om zijn droom van de “perfecte zelfmoord” waar te maken, is het uiteindelijk de Dood zelf die beslist wanneer het ogenblik aanbreekt om toe te slaan...

## Rolverdeling
| Acteur            | Personage          | Opmerkingen |
| ----------------- | ------------------ | ----------- |
| Saul Rubinek      | Mr. Breiman        |             |
| Benoît Poelvoorde | Mr. Demanet        |             |
| Aurélien Recoing  | Dr. Krueger        |             |
| Bouli Lanners     | Mr. Vidal          |             |
| Virginie Efira    | Inspectrice Evrard |             |
| Daniel Cohen      | Mr. Jean- Marc     |             |
| Zazie De Paris    | Madame Rachel      |             |
| Virgile Bramly    | Virgile            |             |
| Gérard Rambert    | Mr. Nora           |             |
| Philippe Nahon    | Mr. Antoine        |             |

## Stijl
Het verhaal speelt zich af in het ziekenhuis van Dr. Kruger, een riant kasteel in een afgelegen dorp. Het verduidelijkt het contrast tussen de brave( katholieke) man in de straat en die van de academische wereld. Het speelt zich af in de winter, een seizoen waarin de dood dichterbij lijkt dan anders. De realistische zwart-wit stijl, de objectieve cameravoering, het ontbreken van een soundtrack en de beginscène doen een dramatisch verhaal vermoeden. Naarmate de film vordert, ontdekt de kijker dat het gaat om een zwarte komedie. Ironie, zwarte humor en absurde situaties steken de draak met tegenstrijdige visies op euthanasie. Bovendien wordt duidelijk dat wie hulp wil om te sterven, dit alleen wil zoals zij in gedachten hadden. Het bizarre scenario wordt kracht bijgezet door de onvoorziene plotwendingen en het open einde.

## Thema's
- Zelfmoord
- Euthanasie
- Hulp bij zelfmoord
- Moord

## Voetnoten
1. ↑  De afwezigheid van kleur was volgens de producer echter het gevolg van het budget en beperkte draaitijd dan van een esthetische voorkeur.